# Carolina (pel·lícula de 2003)
|  | Aquest article tracta sobre la pel·lícula de 2003. Si cerqueu la pel·lícula de 1934, vegeu «Carolina (pel·lícula de 1934)». |

Carolina és una pel·lícula estatunidenco-alemanya dirigida per Marleen Gorris i estrenada l'any 2003. Ha estat doblada al català.

## Argument
Desitjant portar una « vida normal », la jove Carolina (una vintena d'anys) intenta escapar a la influència de la seva excèntrica família, sobretot a la de la seva extravagant àvia Millicent… I Carolina aconsegueix convertir-se en un membre de la societat "normal".
Ara treballa en la televisió, en un concurs anomenat "Connexió d'Amor". Viu en un loft de disseny en el centre de Los Angeles i té una gran amistat amb el seu veí, Albert (Alessandro Nivola). L'única cosa que li falta a la seva vida és trobar a l'home perfecte.

## Repartiment
- Julia Stiles: Carolina Mirabeau
- Shirley MacLaine: Millicent Mirabeau, l'àvia
- Alessandro Nivola: Albert Morris
- Randy Quaid: « Ted » Theodore Mirabeau
- Edward Atterton: Heath Pierson
- Azura Skye: Georgia Mirabeau
- Mika Boorem: Maine Mirabeau